# Karel Hofman
Karel Hofman (14. září 1906, Jablůnka – 27. listopadu 1998, Valašské Meziříčí) byl český akademický malíř.

## Život

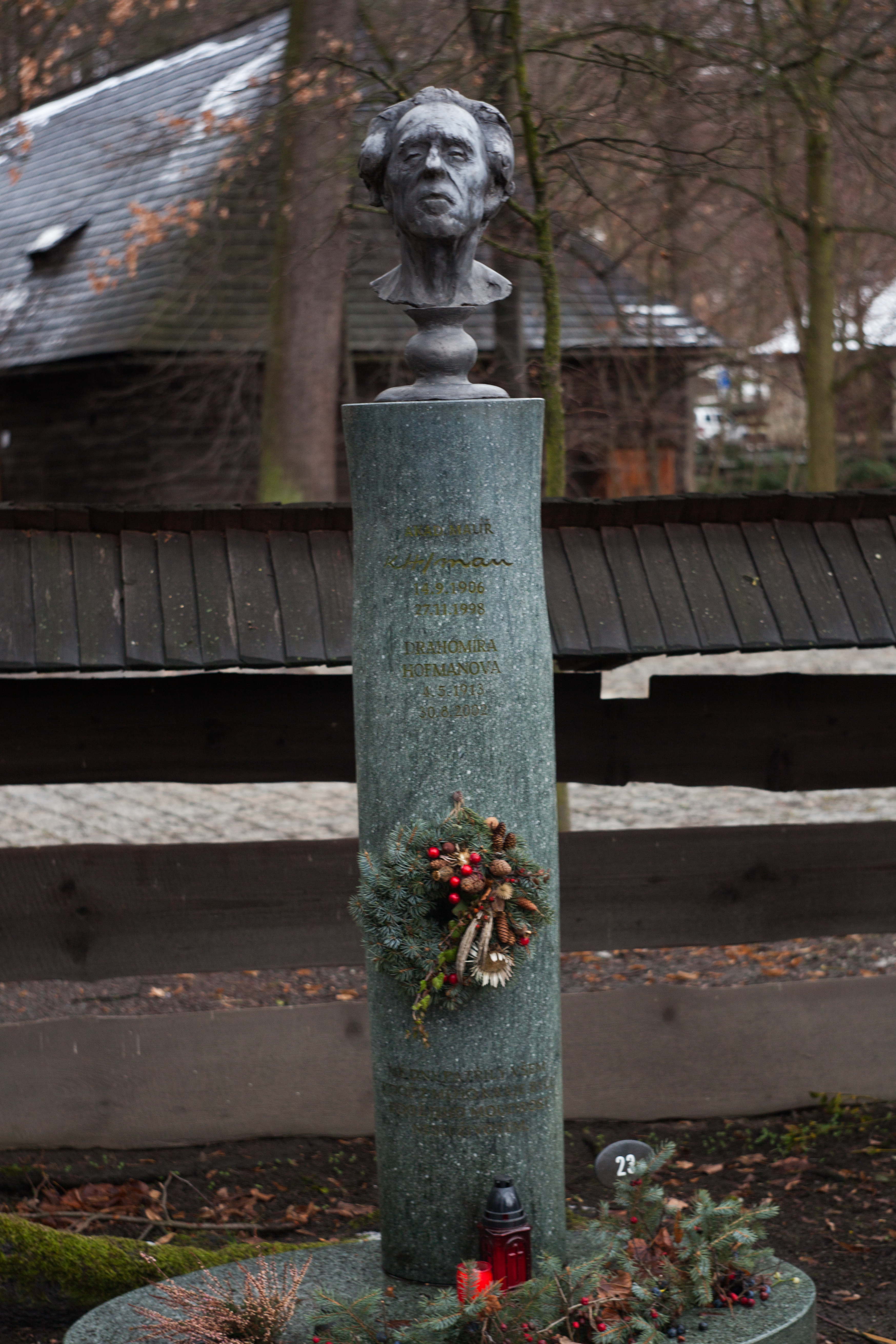
Hrob Karla Hofmana na Valašském Slavíně

Roku 1922 se vyučil malířem porcelánu v Jablůnce nad Bečvou. Pracoval jako malíř porcelánu v dílnách bratří Jaroňků v Rožnově pod Radhoštěm. V letech 1927 až 1933 studoval na Akademii výtvarných umění v Praze v ateliéru krajináře Otakara Nejedlého a v letech 1933–1935 studoval na Škole krásných umění v Římě. Působil jako pedagog v Baťově škole umění ve Zlíně a po válce na Střední uměleckoprůmyslové škole v Uherském Hradišti.
Od roku 1959 se soustředil na vlastní malířskou tvorbu. Věnoval se krajinomalbě, portrétní a ojediněle grafické tvorbě (cyklus 12 barevných litografií), vytvořil též několik monumentálních fresek. Uskutečnil desítky výstav u nás i v zahraničí. Měl mimořádně čilé kontakty především s italským uměleckým prostředím (výstavy v Římě, Bologni, Benátkách, Florencii, realizace monumentální fresky v Taipaně). V roce 1976 byl jmenován zasloužilým umělcem, v roce 1985 národním umělcem. Po pádu komunismu oživil osobní kontakty s italskými přáteli a kulturními institucemi, které opět provázela významná výstavní činnost. V roce 1986 dostal Řád práce.
Od roku 1960 žil trvale na Soláni (Velké Karlovice) v domě, který koupil od rodiny zemřelého malíře Aloise Schneiderky. Dnes je zde Valašský atelier u Hofmanů, galerie s penzionem, zahradou a s památníkem Karla Hofmana.
S manželkou Drahomírou vychoval dvě dcery, keramičku Marcelu Vajceovou-Hofmanovou a herečku Drahomíru Hofmanovou. Jeho životu a dílu je věnována monografie Dalibora Maliny Krajiny života Karla Hofmana (2008).